# Viejo Calavera
Viejo calavera es una película boliviana dramática dirigida y escrita por Kiro Russo. Cuenta la historia de Elder Mamani, un joven minero de Bolivia que lleva una vida dividida entre dos actividades: su trabajo y el alcohol y que no tiene la aceptación de nadie de su entorno, salvo su abuela, con quien fue a vivir luego de la muerte de su padre. Ambos comparten una pequeña casa del poblado de Huanuni, en el departamento de Oruro. La cámara de Russo muestra la complejidad de construirse en el otro en una cultura condenada a la oscuridad y las enfermedades respiratorias y la imposibilidad del propio Elder para conocerse a sí mismo.

## Argumento
En una calle oscura y solitaria, Elder Mamani roba una cartera para luego ir a una discoteca de la que sale corriendo perseguido por un hombre, al mismo tiempo en Huanuni su abuela busca a su hijo entre las montañas, los familiares y autoridades de la comunidad la buscan desesperadamente a ella, después de una ardua búsqueda los comunarios la encuentran echada en el pasto entre las montañas, para llevarla a su casa donde su hija molesta la regaña por perderse e irse del velorio de su hijo Juan mientras arregla su cabello, al terminar de arreglarla pasan a un cuarto contiguo donde toda la familia y cercanos esperan en velorio mientras preguntan por el paradero de Elder, la hija y Rosa salen a un cuarto separado para dar el último adiós a Juan quien yace sin vida en un catre cuando lo están alistando para el entierro, después de secar y alistar el cuerpo para su entierro, retiran el mismo de la habitación, mientras la abuela se lamenta por la muerte de su hijo.
Días después Francisco y Carmen llevan a Elder a casa de su abuela rosa, mientras Carmen lo reprocha sobre el estado de su sobrino, quien en la parte de atrás del vehículo se encuentra ebrio y herido durmiendo, al llegar a la casa de la abuela lo sacan a rastras del vehículo por su estado inconsciente, en el cuarto cuando despierta increpa a su tío haciendo preguntas sin sentido y dar un golpe para luego dormirse, mientras sus tutores se van.
Tras recuperarse en unos días se dirige con su tío a la mina, donde se muestra como es la labor en la mina Huanuni, Elder se encuentra cansado y ebrio descansando dentro de la mina mientras su tío cuenta la historia de su tatuaje y trata de hacer entrar en razón a Elder, pero aun así continua bebiendo en su momento de descanso, para entrar en una cueva separada más tarde y fumar ahí, de camino encuentra una laguna en el túnel donde por la fatiga se zambulle, despierta repentinamente en la noche para salir corriendo de la refinería donde se encontraba dormido de ebriedad.
Los mineros del sindicato se quejan de Elder por estar siempre ebrio y recuerdan a su padre quien fue muy trabajador.
En casa de su abuela enciende la radio y encuentra fotos de su padre, al visitar a su abuela ella cuenta que él la golpeaba y maltrataba, de camino a la mina habla a su padrino de la muerte de su padre, en la mina mientras su padrino descansa mascando coca Elder llega ebrio a un lugar para descansar se orina en la mochila de los mineros, el sindicato se encuentra en una reunión para discutir el estado de la empresa, un minero sostiene a Elder quien está ebrio y a su vez discute con los mineros.
En la madrugada Elder saca a pastar a las llamas insultándolas, mientras la abuela sale para ayudarlo, Francisco sirve desayuno para Rosa y llama a Elder para ir temprano a la mina, en la mina entran en vagones a sus puestos de trabajo mientras Elder busca su lugar su padrino desciende a las gavetas por un incidente con su ahijado, donde varios mineros se quejan con sobre su mal comportamiento y las responsabilidad que debe asumir como su tutor, el sindicato pide la transferencia de Elder por su indisciplina, entretanto Elder explora zonas abandonadas en la mina, mientras en una explosión provocada ocurre un accidente donde queda tendido ebrio en el suelo relativamente sin heridas de gravedad. Más tarde en la mina en su camino son agredidos verbalmente por la indisciplina de Elder, en un cuarto dentro de la mina discuten con Elder quien agradeció la ayuda y admite que la mina no es parte de su interés, tras asearse sale de la mina corriendo pero llega ebrio a la casa de su abuela y comparte la cama con ella.
El sindicato viajó a Coroico donde disfrutan del lugar y más que todo de la piscina donde conversan diferentes temas, en la noche disfrutan de una pequeña fiesta cantando al ritmo de una canción, Elder interviene abruptamente ebrio amenazando a su padrino indicando que es asesino, la molestia de sus compañeros lo echan fuera de la celebración y despierta en el bosque y busca a su padrino para regresar a su hogar en cajuela de una camioneta

## Argumento del autor
El padre de Elder Mamani (Julio César Ticona) muere (partida), y él, que no es viejo pero es un “calavera”, hereda por una costumbre no escrita el puesto en la mina, donde vive su madre agrietada por la dureza del ambiente a cuatro mil metros de altura, cerca del Cerro Posokoni en Huanuni, importante mina de Oruro.
El padrino Francisco, que es una presencia casi sin palabras, se encarga de llevarlo al nuevo empleo y de intentar que el ahijado, “chupaco” y despreocupado —casi marginal— ingrese a una nueva etapa de su vida. Elder no se interesa por ninguna estabilidad ni económica ni emocional, y se deja llevar por sus impulsos existenciales. ¿Acaso él y sus contemporáneos tienen un mejor futuro que sus padres?
Tampoco le llama la atención la actividad sindical tan famosa en las minas bolivianas, la vanguardia proletaria; ni se anota a alguna otra iniciativa como el deporte, la música, también destacados aportes obreros.
Se apunta casi sin ganas, igual que a todo, a un viaje al otro lado del mundo, a una localidad tropical de ingreso a la Amazonía, Coroico, pueblo de la cabecera de selva, de la zona conocida como “yungueña” en el Departamento de La Paz. Ahí, algo de charla, algo de comida, la piscina pública, el sol, la luz del día.
Al final, un gesto, una ternura como recordaba Líber Forty, tan esencial en la rudeza de los mineros, arremete contra el espectador que esperaba cualquier cierre menos aquel de tapar al padrino con una frazada en la helada cumbre andina.
Los actores son personas entrenadas para el filme, sin experiencias previas.

### El mensaje sutil
Entre escena y escena, aparentemente tristes y sin esperanza, se entreteje lo profundo del minero boliviano, de la familia boliviana, de los pobres bolivianos: la amistad, la solidaridad, la mano que se extiende y ampara, aun cuando todo lo demás dice “no”.
La experiencia en el campamento no es solo sentir la revuelta, la protesta, la marcha con dinamitazos. Russo comprende esa dimensión y la dispersa sin estridencias, sin consignas, sin arrebatos.
Ahí, donde la esperanza de vida era de 50 años, pero ningún huérfano, ninguna viuda quedaba sin auxilio, sin un plato de comida, sin un techo, sin un libro. Me recordó los milagros que contemplé en 1986 en la “Marcha por la vida”, donde el pan (ají de fideos) se multiplicaba y la viejita se inclinaba a lavar los pies de los caminantes, mientras una cruz iniciaba el último vía crucis de la FSTMB.
En Huanuni moderno abundan los karaokes y los prostíbulos alentados por el dinero de los buenos precios internacionales de los minerales; ahí donde hay más temor por el aumento de los casos seropositivos que por la silicosis. Ahí, en ese cotidiano sobrevive la humanidad samaritana.
Es posible que para los que esperan siempre un mensaje político explícito, la película no diga mucho. Russo declaró que no optó intencionalmente por ese camino. En cambio hay esa nueva forma que desarrollan las nuevas generaciones para acercarse al Nuevo Testamento, aún sin saberlo, con las luces, con los sonidos, con las miradas.

## Elenco
- Julio César Ticona -- Elder Mamani
- Narciso Choque Calleta -- Padrino Francisco
- Anastasia Daza López -- Abuela Rosa
- Rolando Patzi -- Charque
- Elisabeth Ramirez -- Tia Carmen
- Felix Espejo -- Juan
- Israel Hurtado -- Gallo[3]

## Producción
La película fue escrita y dirigida por Kiro Russo y producida por la compañía productora de SOCAVÓN CINE junto con la federación mixta de trabajadores mineros de Huanuni y con la coproducción de Doha film Institute en Catar.
La película fue filmada en las locaciones de la ciudad minera de Huanuni en las minas del cerro posonkori, en las comunidades de Molle-Punku y chuachani  todas estas locaciones ubicadas en el departamento de Oruro; en Coroico del departamento de La Paz.
Producción General: Kiro Russo, Gilmar González, Pablo Paniagua, Edwin Yucra

## Premios y nominaciones
| PREMIOS |                                                                   |                                           |           |
| Año     | Premio                                                            | Nominación                                | Resultado |
| 2016    | Festival Internacional de Cine de Locarno: Cineastas del presente | Mención especial                          | Ganador   |
| 2016    | Premios FIPRESCI                                                  | Mejor Película Latinoamericana            | Ganador   |
| 2016    | Premio Cooperación Española: horizontes latinos                   | Mención especial                          | Ganador   |
| 2016    | Festival de Cine Entrevues de Belfort                             | Mejor utilización Musical                 | Ganador   |
| 2016    | Festival de Cine de Carbonia                                      | Mejor película del Festival               | Ganador   |
| 2016    | Festival Internacional de Cine de Valdivia                        | Premio Especial del Jurado                | Ganador   |
| 2016    | Festival de Cine Pachamama de Río Branco Brasil                   | Mejor Dirección Competencia Internacional | Ganador   |
| 2016    | Festival Arica Nativa                                             | Mejor Película Ficción                    | Ganador   |
| 2017    | Premios BAFICI                                                    | Premio especial del jurado y Galardón ADF | Ganador   |
| 2017    | Premios Platino del Cine Iberoamericano                           | Mejor ópera prima de ficción              | Nominada  |
| 2017    | Premio Iberoamericano de Cine Fénix                               | Mejor fotografía de ficción               | Nominada  |
| 2017    | Premio Iberoamericano de Cine Fénix                               | Mejor película de ficción                 | Nominada  |
| 2017    | Festival Internacional de Cine de Guayaquil                       | Mejor Dirección                           | Ganador   |
| 2017    | Festival Internacional de Cine de Guayaquil                       | Mejor Sonido                              | Ganador   |
| 2017    | Premios FICCI                                                     | Mejor filme de ficción                    | Ganador   |
| 2018    | Premios Goya                                                      | mejor película iberoamericana             | Nominada  |

## Curiosidades
- Esta película fue rodada durante octubre y noviembre del 2015. La historia transcurre en la ciudad minera de Huanuni, en el cerro Posokoni, las comunidades de Molle-Punku y Chua Chuani (Oruro) y la población de Coroico en Los yungas de La Paz, Bolivia.
- Kiro Russo comenzó a escribir el guion el 2011, junto a Gilmar Gonzáles. Desde entonces tuvo varias revisiones y la historia mutó desde su versión original a lo que quedó en pantalla.
- La idea se gestó en el año 2010.
- El montaje tomó aproximadamente siete meses.
- Viejo Calavera ha sido producida por Socavón Cine, y cuenta con la Coproducción del Doha film Institute en Catar, a través de su fondo de posproducción.
- Russo manifestó acerca de sus influencias: El neorrealismo siempre fue una gran influencia en el cine Boliviano. Desde la perspectiva de Jorge Sanjinés y el grupo Ukamau era necesario seguir esta escuela para hacer un cine de denuncia y militancia política. Luego de sus dos primeras películas, él mismo cuestionó la idea de ponerse en nombre de todo un pueblo para hablar acerca de la problemática social, se fue alejando de esta escuela hasta llegar a trabajar sólo con actores y sets. Ahora solo cree en la ilustración de iconos…En Viejo Calavera trabajamos con elementos del neorrealismo, los espacios y personajes de la realidad pero jamás me interesó conformar perfiles psicológicos, ni panfletos políticos. Son mucho más importantes los climas, las presencias, los encuadres y el sonido.[12]